# Disocactus cinnabarinus
Disocactus cinnabarinus là một loài thực vật có hoa trong họ Cactaceae. Loài này được (Eichlam ex Weing.) Barthlott mô tả khoa học đầu tiên năm 1991.